# 片桐和子 (作詞家)
片桐 和子（かたぎり かずこ）は、日本の作詞家・訳詞家。
東京音楽大学ピアノ科卒業。その後数多くの音楽学校の講師として従事するかたわら、映画音楽やミュージカルなどの作詞・訳詞を手がけている。

## 訳詞
- クエスチョンズ67&68 (シカゴ）
- ナオミの夢（ヘドバとダビデ）
- 星影の散歩道（タンポポ）
- アンド・アイ・ラブ・ユー・ソー (尾崎紀世彦)
- HIM (尾崎紀世彦)
- YOUR HEART WILL LEAD YOU HOME（ティガー・ムービー プーさんの贈りもの）
- 愛のおとずれ（カーチャ・エプシュタイン）
- THERE'S GOTTA BE A WAY (悲しみを越えて) / Rowena Cortes (ロウィナ・コルテス)
- MY WAY（布施明・気志團・平井堅）
- ラスト・タンゴ・インパリ（ロミ・山田）
- リトル・ダーリン（伊藤素道）
- O嬢の物語（水原ゆう紀）
- ミュージカル『アニー』より「トゥモロー」（子役多数）
- 白いばら（岩崎宏美）
- 黒いオルフェ（岩崎宏美）
- 禁じられた遊び（岩崎宏美）
- この愛の終るとき-Comme Si Je Devais Mourir Demain-（西城秀樹）

## 作詞
- すみれ色の瞳（ジャッキー吉川とブルー・コメッツ）
- 旅愁（西崎みどり、時代劇「暗闇仕留人」主題歌）
- さすらいの唄（小沢深雪、時代劇「必殺必中仕事屋稼業」主題歌）
- 夜空の慕情（小沢深雪、「必殺必中仕事屋稼業」挿入歌）
- 哀愁（葵三音子、時代劇「必殺仕置屋稼業」主題歌）
- あかね雲（川田ともこ、時代劇「新・必殺仕置人」主題歌）
- ぼくはピコリーノ（アニメ「ピコリーノの冒険」主題歌）
- 青い水平線（和泉友子）
- ハロー・アンド・グッドバイ（八神純子）
- 恋人になりたい（ザ・チャープス）
- めざめ（串田アキラ）
- 青い水平線（和泉友子）
- 岸辺のメロディー（森山良子）
- シャボンの匂いの女の子（フォーリーブス）
- 回転木馬（牧葉ユミ）
- ひとすじに（五木ひろし）
- 花のおしゃべり（蕙とも子）
- ロック・ミュージカル『ハムレット』より『オフィーリアの花占い』（五十嵐麻利江）
- カンパリ（五十嵐麻利江）
- 岸辺を離れて（ピンク・レディー）
- めぐり逢い（フォーリーブス）
- 魅せられし魂（フォーリーブス）